# Aio
Aio, anche detto Aione o Agio (fl. IV-V secolo), è stato il primo mitico sovrano dei Longobardi insieme al fratello Ibor.
Paolo Diacono nell'Historia Langobardorum, seguendo la divisione reges / duces di Tacito nella Germania, classifica lui e il fratello come duces: alla loro dipartita, i Longobardi decisero di eleggere un re per imitare gli altri popoli, scegliendo Agelmundo, figlio di Aione e nipote di Ibor.

## Biografia
Sua madre era Gambara. Ella influì su molte decisioni dei figli.
I due re guidarono il loro popolo dalla natìa Scandinavia alla costa meridionale del Mar Baltico.
L'esistenza di una diarchia alle origini più remote del popolo, tra mito e storia, riflette una struttura di potere comune tra i sovrani germanici: tutti i figli avevano lo stesso diritto alla successione e spesso si avevano forme di co-governo quando venivano eletti due fratelli allo stesso tempo.
Secondo il mito delle origini del popolo longobardo, ricordate da Paolo Diacono nei capitoli iniziali dell'Historia Langobardorum (dove raccoglie i miti fondativi del suo popolo) e dalla Origo gentis Langobardorum, Ibor e Aio, figli di Gambara, condussero i Longobardi (all'epoca chiamati Winnili) in Scoringa, un'area dell'attuale Germania settentrionale, forse alla foce del fiume Elba, forse dirimpetto all'isola di Rügen. La migrazione avvenne probabilmente nel I secolo a.C.
I Longobardi si scontrarono con i nuovi vicini Vandali ma nella battaglia decisiva Ibor e Aio ebbero la meglio, la leggenda narra che a decretare la loro vittoria fu il dio Odino, convinto dalla moglie Frigg cui si era rivolta Gambara.
Una tradizione posteriore fa di Aio il padre di Agilmondo, re dei Longobardi verso la fine del IV secolo.